# Zheleznodorozhnyy (huyện)
Huyện Zheleznodorozhnyy (tiếng Nga: ? райо́н) là một huyện hành chính tự quản (raion), của Tỉnh Moskva, Nga. Huyện có diện tích 30 kilômét vuông, dân số thời điểm ngày 1 tháng 1 năm 2000 là 100100 người. Trung tâm của huyện đóng ở Zheleznodorozhnyy.